# 田中博司
田中 博司（たなか ひろし、1941年（昭和16年）12月20日 - ）は、日本のフィールドホッケー選手。
1964年東京オリンピックと1968年メキシコシティーオリンピックに出場した。